# Tabanus sudeticus
Tabanus sudeticus е вид насекомо от разред Двукрили (Diptera), семейство Ободи (Tabanidae). Видът е механичен преносител на причинителя на лаймската болест.

## Местообитание
Обитава пасища и поляни.

## Описание
Дължината на тялото е 19,5–24,5 mm. Очите са тъмнокафяви с равномерно оцветяване. Притежават светлокафяви пръстени от двете страни на корема.

## Начин на живот
Възрастните мъжкия се хранят с нектар и прашец от цветя, а женските са кръвосмучещи. Обикновено смучат кръв от домашния добитък и най-вече от коне. Много рядко нападат хората. Летят с характерно доста силно бръмчене.

## Размножаване
Tabanus sudeticus се размножава от юни до август. Женските снасят бели яйца (при други видове са тъмни) на растения във влажни места (други сродни видове също снасят яйцата си върху растенията в сухи места). Ларвите живеят на повърхността на земята и са всеядни. Те се хранят с гниещи растителни части, но също така и малки животни, който убиват с токсина, който се произвежда в устния апарат на насекомото.